# Ivar Sandin
Ivar Sandin, född 22 november 1998,[källa behövs] är en svensk barnskådespelare. Han spelade Frans i SVT:s julkalender Mysteriet på Greveholm – Grevens återkomst 2012.

## Filmografi
- 2012 – Mysteriet på Greveholm – Grevens återkomst (TV-serie)